# Švýcarsko na Zimních olympijských hrách 1992
Švýcarsko se účastnilo Zimní olympiády 1992. Zastupovalo ho 74 sportovců (57 mužů a 17 žen) v 8 sportech.

## Medailisté
| Medaile | Jméno                                                       | Sport           | Soutěž         |
| ------- | ----------------------------------------------------------- | --------------- | -------------- |
| Zlato   | Gustav Weder Donat Acklin                                   | Boby            | Dvojbob        |
| Bronz   | Steve Locher                                                | Alpské lyžování | Muži kombinace |
| Bronz   | Gustav Weder Donat Acklin Lorenz Schindelholz Curdin Morell | Boby            | Čtyřbob        |